# Saint-Sulpice-de-Ruffec
Saint-Sulpice-de-Ruffec is een gemeente in het Franse departement Charente (regio Nouvelle-Aquitaine) en telt 35 inwoners (2009). De plaats maakt deel uit van het arrondissement Confolens.

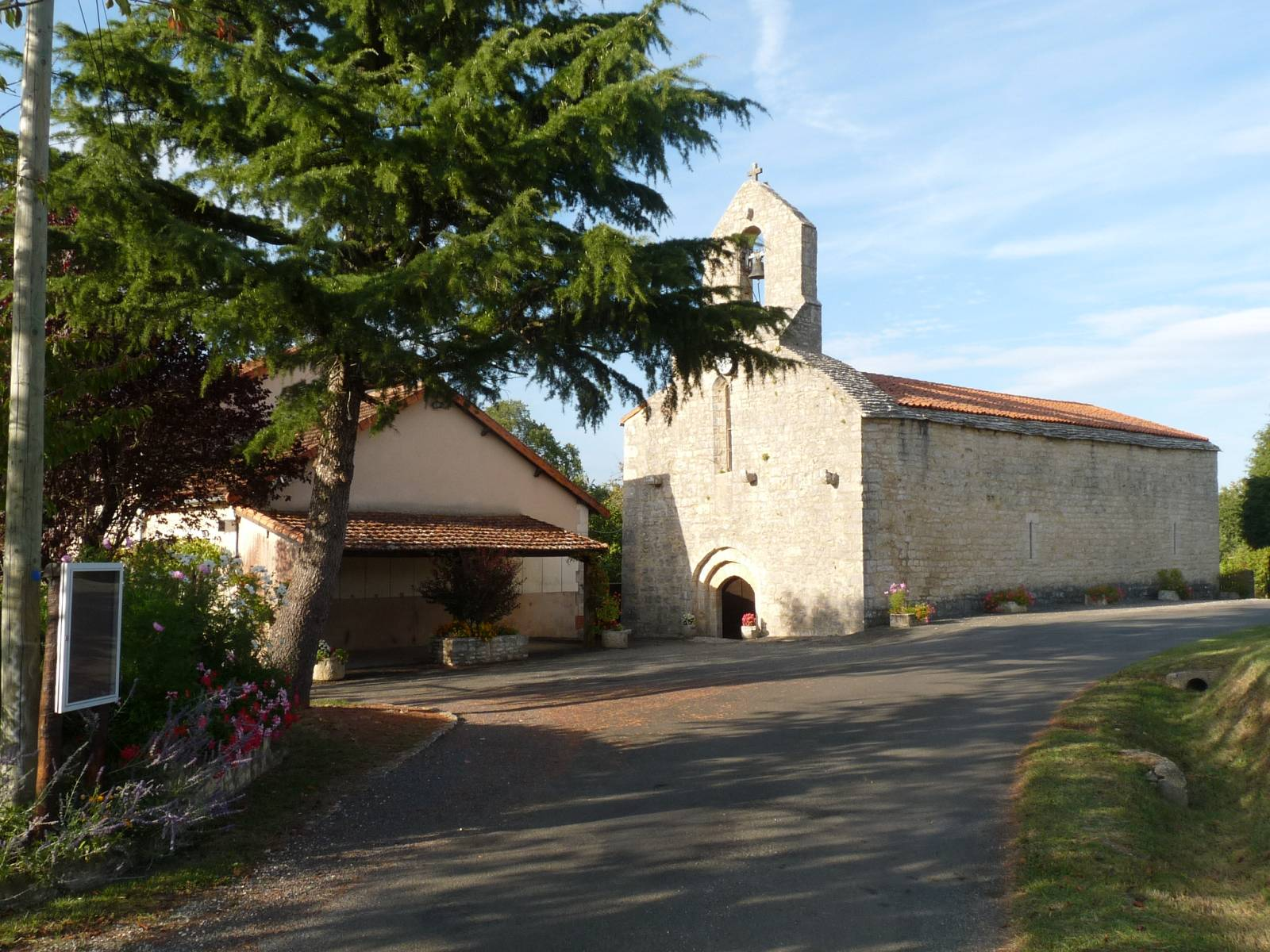
Kerk van Saint-Sulpice-de-Ruffec
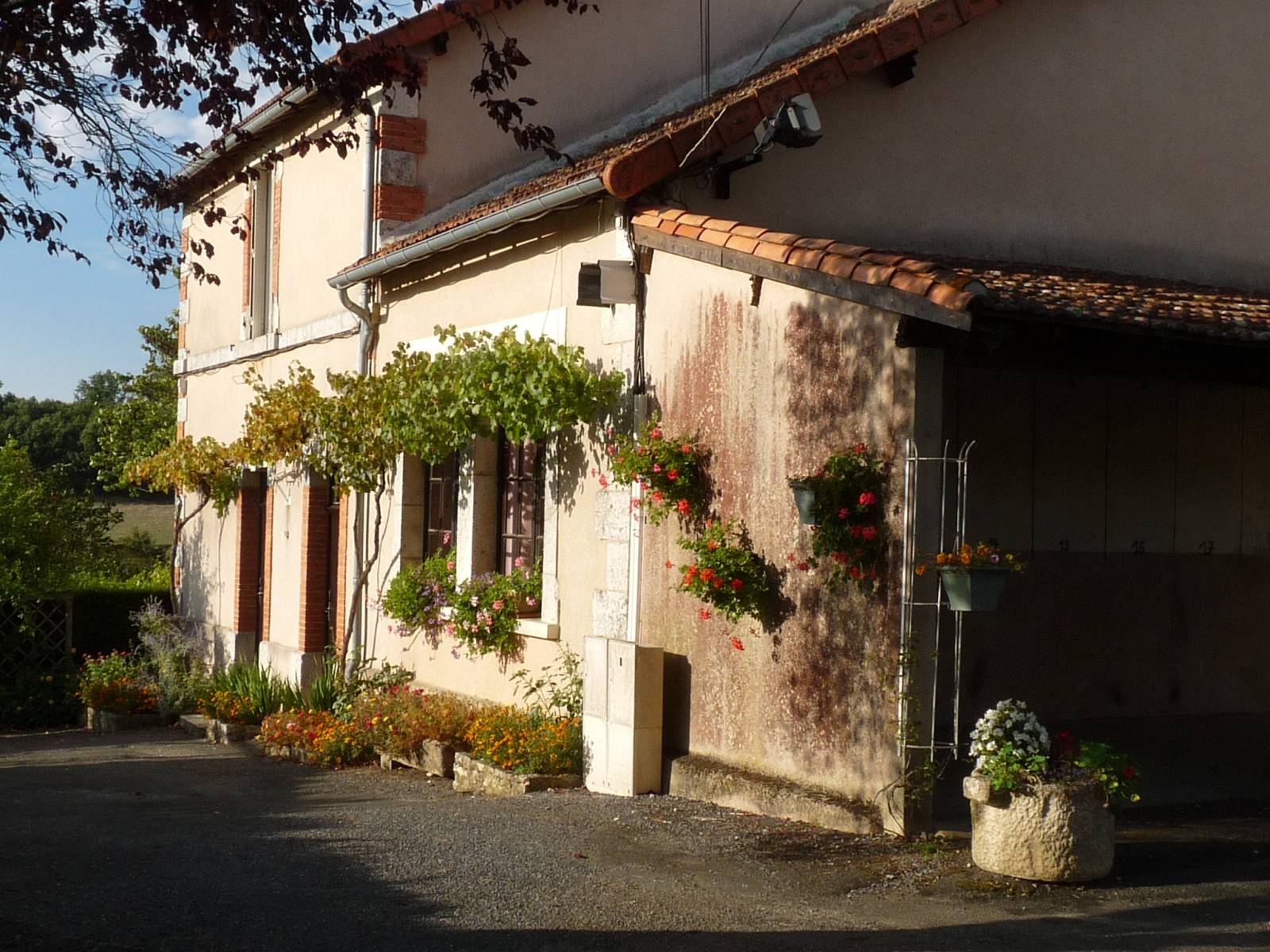
Gemeentehuis

## Geografie
De oppervlakte van Saint-Sulpice-de-Ruffec bedraagt 2,4 km², de bevolkingsdichtheid is dus 14,6 inwoners per km².
De onderstaande kaart toont de ligging van Saint-Sulpice-de-Ruffec met de belangrijkste infrastructuur en aangrenzende gemeenten.

## Demografie
Onderstaande figuur toont het verloop van het inwonertal (bron: INSEE-tellingen).